# Philippe Debry
Philippe Debry, né le 13 décembre 1957 à Ixelles, est un homme politique belge, membre du parti Ecolo.
Il est ingénieur civil architecte et urbaniste.

## Carrière politique
- Député bruxellois de 1989 à 2001.
- Conseiller communal à Anderlecht
  - Echevin de 2001-2006